# Luxemburgse Wikipedia
De Luxemburgse Wikipedia (Luxemburgs: Lëtzebuergesch Wikipedia) is een uitgave in de Luxemburgse taal van de online encyclopedie Wikipedia. De Luxemburgse Wikipedia ging in juli 2004 van start. In februari 2013 waren er circa 38.000 artikelen en 20.357 geregistreerde gebruikers (waarvan er enkel 102 "actieve gebruikers" zijn).

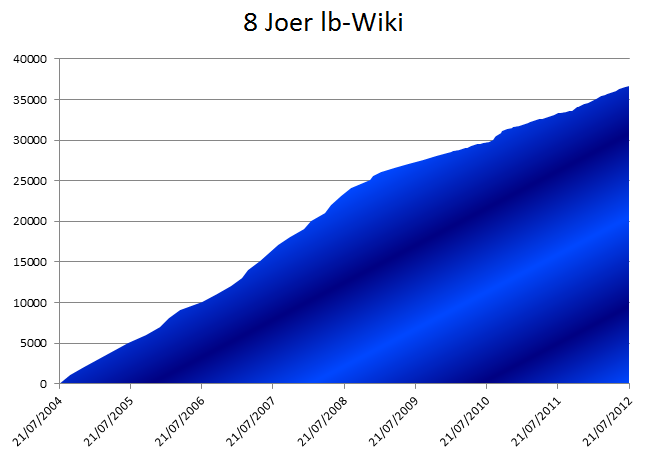
Groei van de Luxemburgse Wikipedia, tussen 2004 & 2012 (artikelen en tijd).